# Aranjuezrevolten
Aranjuezrevolten (spanska: Motín de Aranjuez) var ett folkuppror under tidigt artonhundratal mot Karl IV av Spanien. Upproret störtade honom och satte istället hans son, Ferdinand VII, på tronen. Även om det allmänt anses vara det spanska folkets första direkt politiska handling, är det också känt att många av Ferdinands anhängare tog del i igångsättandet av upproret.

## Upptakten
Revolten var ursprungligen inriktad mot premiärministern, eller Karl IV:s skyddsling Manuel Godoy. Godoy, som tidigare tjänstgjort i kungens vaktstyrka, var mycket impopulär hos både spanska bönder och adeln. Folket upprördes av hans ambitiösa natur, hans öppna flirtande med drottningen Maria Luisa av Parma och hans vilja att underteckna ofördelaktiga fördrag med Frankrike mot Storbritannien. Adelsmännen var också irriterade över att Godoy hade uppnått en sådan enorm makt, utan att ha kommit ur deras led. 
En annan viktig faktor var de ekonomiska kriser som påverkade landet, vilket förstärktes efter att Spanien förlorat sin flottstyrka i slaget vid Trafalgar 1805, och handeln skadades med de amerikanska kolonierna. Detta ledde till brist på livsmedel och skadade industriproduktion. 
Till sist, och detta var förmodligen den sista droppen, hade kungen och Godoy låtit franska kejsaren Napoleon I:s trupper passera Spanien i syfte att angripa Portugal, som inte hade anslutit sig till Napoleons embargo mot Storbritannien. Detta var oerhört impopulärt hos det spanska folket, som såg truppförflyttningen som en invasion, vilket det snart också skulle bli. De franska trupperna ockuperade snabbt viktiga städer som San Sebastián, Pamplona och Barcelona, vilket orsakade starka känslor mot fransmännen och mot Godoy.

## Revolten

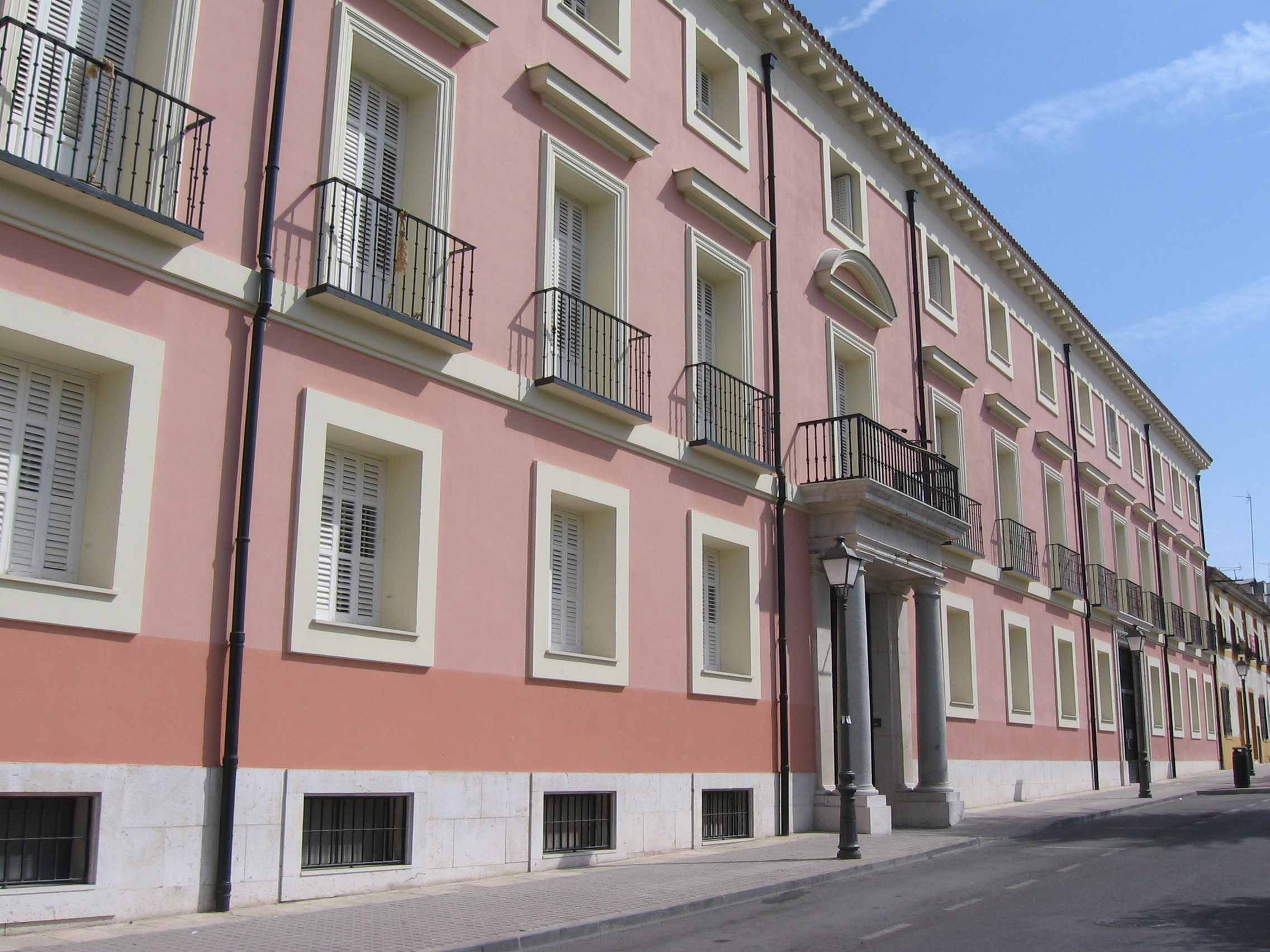
Manuel Godoys palats i Aranjuez, numera skola.

Själva upproret ägde rum den 17 mars 1808 i staden Aranjuez, cirka 48 km söder om Madrid, där den kungliga familjen och regeringen då residerade. Grupper ur folket, soldater och bönder, attackerade premiärministern Manuel Godoys bostad och tog honom till fånga, och fick kung Karl IV att avsätta honom. Två dagar senare tvingade domstolen Karl IV att abdikera och överlämna tronen till sin son och rival, Ferdinand VII.

## Efterdyningarna
Kejsar Napoleon utnyttjade situationen för sitt eget syfte, och under den falska förespeglingen att lösa konflikten, bjöd han in Karl IV och Ferdinand VII till Bayonne i Frankrike. Båda monarkerna var rädda för den franske härskarens makt och ansåg det lämpligt att acceptera inbjudan. Men väl anlända till Bayonne, tvingade Napoleon både Karl och Ferdinand att avsäga sig tronen för Spanien och ge den till honom. Kejsaren utsåg sedan sin bror Joseph Bonaparte till kung av Spanien. Denna episod är känd som Bayonneabdikationen, eller Abdicaciones de Bayona på spanska.

## Festdagar i Aranjuez
Minnet av dessa händelser upprätthålls varje år genom las Fiestas de Aranjuez o del Motín (ungefär "Aranjuezfesten" eller "Revoltfesten"), som äger rum första veckan i september och sammanfaller med en lokal marknad.